# 宮内 (熊本市)
宮内（みやうち）は熊本県熊本市中央区の地名。2024年8月1日時点での人口は10人。郵便番号は860-0005。

## 地理
熊本市中心部に位置しており、熊本城の城域の西側に位置し、一部が特別史跡「熊本城跡」に指定されている。北で古京町、東で二の丸、南東で古城町、南で新町と隣接している。

## 施設
- 藤崎台県営野球場（リブワーク藤崎台球場）
- 藤崎台のクスノキ群（国指定天然記念物）（詳細は藤崎台県営野球場を参照）
- 熊本県護国神社
- 清爽園